# Sebastien Truchet
Sébastien Truchet (Lyon, 1657 - ?, 1729) was een ontwerper, typograaf en voorloper in de wiskunde van vlakvullingen en patronen.
Als typograaf ontwierp hij het lettertype "Roman Du Roi", dat een directe voorloper van de welbekende "Times New Roman" was en daarnaast stond hij aan de basis van de (typografische) punt. Als ontwerper onderzocht hij onder meer vlakvullingen die eigenlijk slechts uit een enkel element zijn opgebouwd dat door kanteling vier basisvormen oplevert, bijvoorbeeld:
Vlakvullingen op grond van dit thema zien er dan bijvoorbeeld als volgt uit:
Dit is (wiskundig gezien) het centrale thema. Door de eerste elementaire vorm te veranderen kunnen er artistiek gezien (in plaats van wiskundig abstract gezien) heel fraaie combinaties gemaakt worden. Als men namelijk het volgende als uitgangspunt neemt:
Dan volgen vlakvullingen als deze:
- Stuttgart Database of Scientific Illustrators 1450–1950: 9355
- Gemeinsame Normdatei: 130161683
- International Standard Name Identifier: 0000 0000 2076 6864
- Library of Congress Control Number: no2015008927
- Système universitaire de documentation: 196909279
- Union List of Artist Names: 500092761
- Virtual International Authority File: 25703616
- WorldCat: E39PBJxGXhh8Q3YdQcWQYhpVmd